# Közönséges takácsatka
A közönséges takácsatka (Tetranychus urticae) egyike a világ számos növénnyel táplálkozó atkáinak, és általában kártevő. Ez a takácsatkafélék vagy szövőatkák családjának legismertebb tagja. A teljes DNS kódját 2011-ben térképezték fel a pókszabásúak közül elsőként.

## Elterjedése
A közönséges takácsatka eredetileg csak Eurázsiában volt őshonos, de mára kozmopolita lett.

## Megjelenése

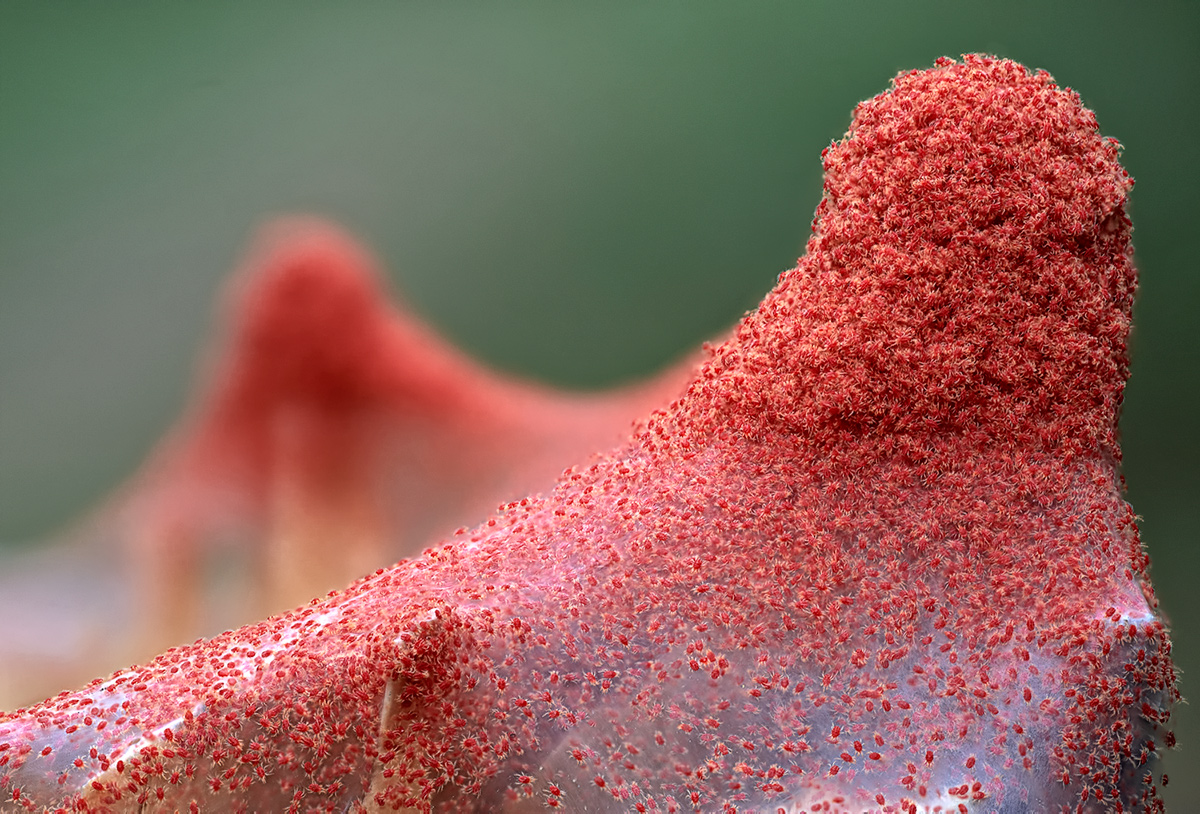
közönséges takácsatka kolónia

A közönséges takácsatkák rendkívül aprók, szabad szemmel alig láthatók, mint vöröses vagy zöldes foltok a növény levelein vagy szárán. A kifejlett nőstény atka mérete kb. 0,4 mm hosszú. A takácsatka előfordulhat melegházakban, trópusi és mérsékelt övi területeken, finom hálót szőve a növények levelein és a levelek alatt.

## Életmódja
A közönséges takácsatka több száz féle növényt is kedvel, így a legtöbb zöldségfélét és élelmiszer növényt, mint például paprika, paradicsom, burgonya, bab, kukorica, eper, dísznövények, például rózsák. Az indiai álombogyó legnagyobb kártevője. A levelekre rakja petéit és kikelve annak hátoldalán élnek, a gazdanövény leveleit szívogatják. Ennek hatására apró halvány foltok jelennek meg a levelek színén. Nagy egyedszám és súlyos kártétel esetén jelentősen csökkentik a növény fotoszintetizáló képességét, a levelek torzulnak, majd elszáradnak, lehullanak. Néhány más levéltetvekkel azon kevés állatok közé tartozik, mely karotinoidokat képes szintetizálni.

## Életciklusuk
A petéi áttetsző gyöngy-szerűek. A felnőtt egyedek tipikusan halványzöldek az év nagy részében, de a későbbi generációk vörös színűek. A párzás után a nőstények áttelelnek.

## Védekezés
Az atkák száraz, meleg körülmények között érzik jól magukat. Vegyszer nélkül is lehet gyéríteni az atkákat, például vízzel spriccelve a levelek hátoldalát naponta többször. Hatékonyabb, ha spriccelés előtt a levelek át vannak törölve nedves ruhával és le vannak zuhanyozva, mert ezzel eltávolítható a szövedék és az atkák nagy része. Lakásban növényi olaj hatóanyagú szerek alkalmasak a védekezésre, melyek vékony olajréteget képeznek a leveleken, melynek hatására az alatta lévő rovarok megfulladnak. Szabadban vegyszeres permetezés is alkalmazható, melyet 8-10 napos időközzel legalább egyszer meg kell ismételni.

### Kémiai védekezés
A kémiai védekezésre számos jó hatékonyságú készítmény áll rendelkezésre. Az atkák ellen felhasznált növényvédőszereket akaricideknek nevezik. Számos rovarölő szer rendelkezik akaricid hatással, ugyanakkor vannak olyan vegyületek is, melyek speciális atkák elleni felhasználásra lettek kifejlesztve. Egyes gombaölőszerek szintén rendelkeznek atkaölő mellékhatással. Jó hatékonyságú atka elleni szerek a cihexatin, fenbutatin-oxid, dienoklór, klórpropilát, flucikloxuron, brómpropilát stb., melyek különböző hatásmechanizmussal képesek a közönséges takácsatka gyérítésére. Növényi olajok is alkalmasak lehetnek a védekezésre, például az orvosi székfűből, a majoránnából, vagy az eukaliptuszból kinyert illóolajok.

### Biológiai védekezés
Elsősorban hajtatott növénytermesztés esetén gyakran alkalmaznak biológiai védekezési eljárásokat, mint különböző ragadozó atkák vagy poloskák. A takácsatkák természetes ellenségei optimális körülmények között kiváló hatékonysággal képesek szabályozni az atkapopulációt. A leggyakrabban alkalmazott fajok a következők:

#### Ragadozó poloskák
- Macrolophus pygmaeus
- Macrolophus caliginosus
- Nesidiocoris tenuis
- Orius laevigatus

#### Ragadozó atkák
- Amblyseius andersoni
- Amblyseius cucumeris
- Amblydromalus limonicus
- Amblyseius californicus
- Amblyseius degenerans
- Amblyseius swirskii
- Hypoaspis aculeifer
- Hypoaspis miles
- Macrocheles robustulus
- Phytoseiulus macropilis
- Phytoseiulus persimilis